# Hans Hahn (matematico)
Hans Hahn (Vienna, 27 settembre 1879 – Vienna, 24 luglio 1934) è stato un matematico austriaco.
Ha contribuito notevolmente allo sviluppo di analisi funzionale, topologia, teoria degli insiemi, calcolo delle variazioni, analisi e teoria degli ordini.

## Biografia
Hahn ha studiato alla Technische Hochschule di Vienna e in seguito a Strasburgo, Monaco e Gottinga. Ha conseguito l'Habilitation a Vienna nel 1905, dove è diventato professore di matematica nel 1921. Nell'anno accademico 1905-1906 è stato supplente di Otto Stolz all'Università di Innsbruck. Nel 1909 fu nominato professore all'Università di Czernowitz.
Hahn aveva anche un grande interesse per la filosofia e, prima della Grande Guerra avevo preso parte a un gruppo di discussione che trattava il positivismo di Ernst Mach, con Otto Neurath e Philipp Frank. Nel 1922 favorì l'ingresso di Moritz Schlick nello stesso sodalizio, che avrebbe portato poi alla fondazione del Circolo di Vienna, gruppo al centro del positivismo logico negli anni '20 del XX secolo. 
Il suo allievo più celebre  è stato Kurt Gödel, che redasse la tesi di dottorato sotto la sua supervisione nel 1929.
I contributi più significativi di Hahn alla matematica sono il teorema di Hahn-Banach e (indipendentemente da Banach e Hugo Steinhaus) il principio dell'uniforme limitatezza. Tra gli altri teoremi formulati, vi sono il teorema della scomposizione di Hahn, il teorema dell'inserimento di Hahn, il teorema di Hahn–Kolmogorov, il teorema di Hahn–Mazurkiewicz, e il teorema di Vitali–Hahn–Saks.

## Onorificenze
Nel 1921 gli fu assegnato il premio Richard Lieben per la Matematica.